# Abou Taur de Huesca
Abou Taur est un haut fonctionnaire de l'émirat de Cordoue au VIIIe siècle, gouverneur (wali) de Huesca en 778, durant la campagne de Charlemagne en Espagne musulmane à l'origine de la bataille de Roncevaux.

## Éléments biographiques
Il a été suggéré[réf. nécessaire] qu'il pourrait être le fils d'Abu Tawr ibn Qasi (fils du comte Cassius (Qasi), à l'origine de la famille des Banu Qasi), le neveu de Fortún ibn Qasi et le cousin de Musa ibn Fortún.
Abou Taur est connu dans le cadre de l'expédition que Charlemagne, roi des Francs, mène en Espagne en 778, à la demande du gouverneur de Barcelone, Sulayman ibn al-Arabi. Lorsque les deux armées franques arrivent en Espagne, Abou Taur rejoint Sulayman et se soumet aux Francs, qui prennent le contrôle de Gérone, Barcelone et Huesca (armée venue de l'est), ainsi que de Pampelune (armée de l'ouest, commandée par Charlemagne).  
L'objectif est de prendre Saragosse, mais c'est un échec, le gouverneur al-Hussain refusant de se rallier. Charlemagne décide très vite de se replier, par Pampelune et le col de Roncevaux. Sur le chemin, un combat d'arrière-garde de faible importance est devenu célèbre sous le nom de bataille de Roncevaux, notamment à travers la Chanson de Roland.